# Crítica literária psicanalítica
A crítica literária psicanalítica é a crítica literária ou a teoria literária que, em seu método, conceito ou forma, é influenciada pela tradição da psicanálise iniciada por Sigmund Freud.
A leitura psicanalítica tem sido praticada desde o início do desenvolvimento da própria psicanálise e se transformou em uma tradição interpretativa heterogênea. Como Celine Surprenant escreve, "a crítica literária psicanalítica não constitui um campo unificado. Entretanto, todas as variantes endossam, pelo menos até certo ponto, a ideia de que a literatura (...) está fundamentalmente entrelaçada com a psique."
A crítica psicanalítica vê os artistas, inclusive os autores, como neuróticos. Entretanto, um artista escapa de muitas das manifestações externas e dos resultados finais da neurose ao encontrar no ato de criar sua arte um caminho de volta à sanidade e à integridade.

## Visão geral
O objeto da crítica literária psicanalítica, em sua forma mais simples, pode ser a psicanálise do autor ou de um personagem particularmente interessante em uma determinada obra. A crítica é semelhante à própria psicanálise, seguindo de perto o processo interpretativo analítico discutido em A Interpretação dos Sonhos, de Freud, e em outras obras. Os críticos podem ver os personagens fictícios como estudos de caso psicológicos, tentando identificar conceitos freudianos como o complexo de Édipo, deslizes freudianos, Id, ego e superego, e assim por diante, e demonstrar como eles influenciam os pensamentos e comportamentos dos personagens fictícios.
Entretanto, são possíveis variações mais complexas da crítica psicanalítica. Os conceitos da psicanálise podem ser empregados com referência à narrativa ou à estrutura poética em si, sem exigir acesso à psique do autor (uma interpretação motivada pela observação do psicanalista francês Jacques Lacan de que "o inconsciente é estruturado como uma linguagem"). Ou os próprios textos fundadores da psicanálise podem ser tratados como literatura e relidos pela luz lançada por suas qualidades formais sobre seu conteúdo teórico (os textos de Freud frequentemente se assemelham a histórias de detetive ou às narrativas arqueológicas das quais ele tanto gostava).

Como todas as formas de crítica literária, a crítica psicanalítica pode fornecer pistas úteis para os símbolos, ações e cenários, às vezes desconcertantes, de uma obra literária; entretanto, como todas as formas de crítica literária, ela tem seus limites. Por um lado, alguns críticos confiam na psicocrítica como uma abordagem de "tamanho único", quando outros estudiosos literários argumentam que nenhuma abordagem pode iluminar ou interpretar adequadamente uma obra de arte complexa. Como Guerin e outros afirmam em A Handbook of Critical Approaches to Literature:
O perigo é que o estudante sério pode se tornar um teórico, esquecendo-se de que a abordagem de Freud não é a única para a crítica literária. Ver uma grande obra de ficção ou um grande poema primordialmente como um estudo de caso psicológico é, muitas vezes, perder seu significado mais amplo e talvez até mesmo a experiência estética essencial que ele deveria proporcionar.

## Métodos

### Aplicações iniciais
Freud escreveu vários ensaios importantes sobre literatura, que ele usou para explorar a psique de autores e personagens, para explicar mistérios narrativos e para desenvolver novos conceitos em psicanálise (por exemplo, Delusion and Dream in Jensen's Gradiva e suas influentes leituras do mito de Édipo e Hamlet de Shakespeare em A Interpretação dos Sonhos). No entanto, foi feita a crítica de que, em seus estudos e nos de seus primeiros seguidores, "o que precisa ser elucidado não são as obras artísticas e literárias em si, mas sim a psicopatologia e a biografia do artista, do escritor ou dos personagens fictícios".  Assim, muitos psicanalistas entre os primeiros adeptos de Freud não resistiram à tentação de psicanalisar poetas e pintores (às vezes para desgosto de Freud). Analistas posteriores concluíram que "claramente não se pode psicanalisar um escritor a partir de seu texto; só se pode apropriar-se dele".
As primeiras críticas literárias psicanalíticas frequentemente tratavam o texto como se fosse um tipo de sonho. Isso significa que o texto reprime seu conteúdo real (ou latente) por trás do conteúdo óbvio (manifesto). O processo de mudança do conteúdo latente para o manifesto é conhecido como trabalho do sonho e envolve operações de concentração e deslocamento. O crítico analisa a linguagem e o simbolismo de um texto para reverter o processo do trabalho do sonho e chegar aos pensamentos latentes subjacentes. O perigo é que "essa crítica tende a ser reducionista, explicando as ambiguidades das obras literárias com referência à doutrina psicanalítica estabelecida; e muito pouco desse trabalho mantém muita influência atualmente".

### Psicologia Junguiana
Leitores posteriores, como Carl Jung e outra discípula de Freud, Karen Horney, romperam com Freud, e o trabalho deles, especialmente o de Jung, levou a outros ramos ricos da crítica psicanalítica: o de Horney às abordagens feministas, incluindo o conceito da inveja do útero, e o de Jung ao estudo dos arquétipos e do inconsciente coletivo. O trabalho de Jung, em particular, foi influente, pois, combinado com o trabalho de antropólogos como Claude Lévi-Strauss e Joseph Campbell, deu origem aos campos inteiros da mitocrítica e da análise de arquétipos.
Northrop Frye considerou que "o crítico literário considera Freud mais sugestivo para a teoria da comédia e Jung para a teoria do romance".

### Forma
Waugh escreve: "O desenvolvimento de abordagens psicanalíticas para a literatura procede da mudança de ênfase do "conteúdo" para o tecido de obras artísticas e literárias".  Assim, por exemplo, Hayden White explorou como "as descrições de Freud se encaixam nas teorias de tropos do século XIX, que seu trabalho de alguma forma reinventa".
Especialmente influente aqui foi o trabalho de Jacques Lacan, um ávido leitor de literatura que usava exemplos literários como ilustrações de conceitos importantes em seu trabalho (por exemplo, Lacan discutiu com Jacques Derrida sobre a interpretação de "The Purloined Letter", de Edgar Allan Poe).
As teorias de Lacan incentivaram uma crítica que se concentra não no autor, mas nos processos linguísticos do texto. Dentro dessa ênfase lacaniana, as teorias de Freud se tornam um lugar para levantar questões de interpretação, retórica, estilo e figuração.
No entanto, os estudiosos lacanianos observaram que o próprio Lacan não estava interessado na crítica literária em si, mas em como a literatura poderia ilustrar um método ou conceito psicanalítico.

### Estética da recepção
De acordo com Ousby, "Entre os usos críticos modernos da psicanálise está o desenvolvimento da "psicologia do ego" no trabalho de Norman Holland, que se concentra nas relações entre o leitor e o texto - como na estética da recepção. Rollin escreve que "os experimentos de Holland na teoria da recepção sugerem que todos nós lemos literatura de forma seletiva, projetando inconscientemente nossas próprias fantasias nela".
Assim, na ficção policial, por exemplo, "Charles Rycroft vê o criminoso como a personificação da hostilidade não declarada do leitor em relação ao pai".

### Charles Mauron: psicocrítica
Em 1963, Charles Mauron concebeu um método estruturado para interpretar obras literárias por meio da psicanálise. O estudo implicava quatro fases diferentes:
1. O processo criativo é semelhante a sonhar acordado: como tal, é uma representação mimética e catártica de um desejo inato que é melhor expresso e revelado por metáforas e simbolicamente.
2. Então, a justaposição das obras de um escritor leva o crítico a definir temas simbólicos.
3. Essas redes metafóricas são significativas de uma realidade interna latente.
4. Elas apontam para uma obsessão, assim como os sonhos podem fazer. A última fase consiste em vincular a criação literária do escritor à sua própria vida pessoal.

No conceito de Mauron, o autor não pode ser reduzido a um eu raciocinante: seu próprio passado biográfico mais ou menos traumático, os arquétipos culturais que impregnaram sua alma contrastam com o eu consciente, a relação quiasmática entre os dois contos pode ser vista como uma atuação sã e segura. Um impulso sexual basicamente inconsciente é simbolicamente satisfeito de forma positiva e socialmente gratificante, um processo conhecido como sublimação.

### Ansiedade de influência
O crítico americano Harold Bloom adotou a noção freudiana do complexo de Édipo em seu estudo das relações de influência entre poetas... e seu trabalho também inspirou uma variante feminista no trabalho de Sandra Gilbert e Susan Gubar.
Na mesma linha, Shoshana Felman fez a seguinte pergunta com relação ao que ela chama de "a culpa da poesia": "A história literária poderia ser considerada, de alguma forma, como uma transferência inconsciente repetitiva da culpa da poesia?".

## Exemplos culturais
Em Small World: An Academic Romance, uma das sátiras de David Lodge sobre o mundo acadêmico, o ingênuo herói Persse segue Angelica a um fórum onde ela discursa sobre o romance: "Roland Barthes nos ensinou a estreita ligação entre narrativa e sexualidade, entre os prazeres do corpo e o 'prazer do texto' .... O romance é um orgasmo múltiplo". Persse ouviu esse fluxo de sujeira que fluía entre os lábios requintados e os dentes perolados de Angelica com crescente espanto e bochechas ardentes, mas ninguém mais na plateia parecia achar nada notável ou perturbador em sua apresentação".
No romance Possessão, de A.S. Byatt, a heroína/acadêmica feminista, embora reconheça que "vivemos na verdade do que Freud descobriu", admite que "toda a nossa erudição - todo o nosso pensamento - questiona tudo, exceto a centralidade da sexualidade".